# نورمان ماكسويل
نورمان ماكسويل (بالإنجليزية: Norm Maxwell)‏ هو لاعب اتحاد الرغبي نيوزيلندي، ولد في 5 مارس 1976 في Rawene ‏ في نيوزيلندا.

## وصلات خارجية
- نورمان ماكسويل عل موقع إسبنسكروم (الإنجليزية)